# Roma (Metro de Lisboa)
Roma es una estación del Metro de Lisboa. Se sitúa en el municipio de Lisboa, entre las estaciones de Alvalade y Areeiro de la Línea Verde. Fue inaugurada el 18 de junio de 1972 junto con las estaciones de Alvalade, Areeiro, Alameda y Arroios, en el ámbito de la expansión de esta línea a la zona de Alvalade.
Esta estación se ubica en la avenida de Roma, junto al cruce con la avenida dos Estados Unidos da América. El proyecto arquitectónico original (1972) es de la autoría del arquitecto Dinis Gomes y las intervenciones plásticas de la pintora Maria Keil. En 2006 la estación fue ampliada tomando como base un proyecto arquitectónico de la autoría de la arquitecta Ana Nascimento y las intervenciones plásticas de los pintores Lourdes de Castro y René Bértholo. La ampliación de la estación implicó la prolongación de los andenes de embarque y la construcción de un nuevo atrio. Aún transcurren los trabajos de instalación de los ascensores; después de la conclusión de los mismos, la estación estará equipada para poder atender a pasajeros con movilidad reducida.